# Sergio IV di Napoli
Sergio IV di Napoli (... – Napoli, 1036) fu un duca che governò il Ducato di Napoli dal 1002 al 1036.

## Biografia

L'Italia al tempo di Sergio IV.

Sergio IV fu decisivo per la nascita e lo sviluppo del potere dei Normanni nel Sud Italia, nella prima metà dell'XI secolo. Nominalmente era vassallo dei Bizantini, come il padre prima di lui. Nel 1024, si arrese a Pellegrino, arcivescovo di Colonia e arcicancelliere del Sacro Romano Impero, quando quest'ultimo si apprestava ad assediare Capua per conto dell'Imperatore Enrico II, nonostante il suo ducato non fosse minacciato. In conseguenza di ciò fu accusato di debolezza dal principe Pandolfo IV di Capua, il "Lupo degli Abruzzi", che era stato sconfitto da Pellegrino. Nel 1026, Pandolfo, ritornato dalla prigionia, assediò la sua vecchia capitale, ora governata da Pandolfo V, conte di Teano. Basilio Boioannes, il catapano d'Italia, negoziò la resa e portò in salvo Pandolfo V a Napoli, dove Sergio gli diede asilio. Per questo, Sergio incorse nell'ostilità di Pandolfo IV. L'anno successivo (1027), quando Boioannes (alleato di Sergio) fu richiamato a Costantinopoli, Pandolfo attaccò Napoli e in breve tempo lo catturò, pare con l'inganno. Pandolfo V fuggì a Roma e Sergio si diede alla macchia.
In ogni modo, le sorti politiche del Duca Sergio cambiarono quando Pandolfo IV fu abbandonato dal suo alleato normanno, Rainulfo Drengot, in 1029. Sergio e il Duca di Gaeta, Giovanni V, chiesero al Drengot assistenza per riconquistare il ducato napoletano. Con l'aiuto di Rainulfo, Pandolfo IV fu scacciato da Napoli e Sergio riprese il suo ducato. Agli inizi del 1030, Sergio IV assegnò a Rainulfo la contea di Aversa in feudo, e diede anche sua sorella in moglie al nuovo conte.
In 1034, Pandolfo IV fomentò una rivolta a Sorrento e la annesse a Capua. Nello stesso anno, la sorella del Duca di Napoli morì e Rainulfo si riavvicinò a Pandolfo. Affranto e disperato, Sergio si ritirò in un monastero basiliano nell'isola di San Salvatore, dove ora si trova Castel dell'Ovo. A lui succedette il figlio, Giovanni V. Quando Giovanni andò a Costantinopoli a chiedere aiuto militare ai Bizantini, Sergio abbandonò per breve tempo il suo ritiro per guidare il ducato da reggente. Al ritorno di Giovanni, Sergio ritornò al suo monastero, dove visse almeno fino al giugno del 1036. Morì probabilmente poco dopo. Delle sue vicende politiche e personali abbiamo testimonianza nelle cronache di Amato di Montecassino.